# Sildefangst og silderøgning paa Bornholm
Sildefangst og silderøgning paa Bornholm er en film instrueret af Petr Wied.

## Handling
Bådene går ud for at sætte sildegarn - Garnene sættes på fiskerpladsen - Garnene røgtes lidt før solopgang og bringes i havn - Garnene plukkes - Sildene vejes, fyldes i kasser og køres til røgeriet - Sildene renses og hænges til tørring på stokke - Røgning - Pakning i kasser - Smørrebrød med ægte "Bornholmer".